# تحليل الطقس السطحي

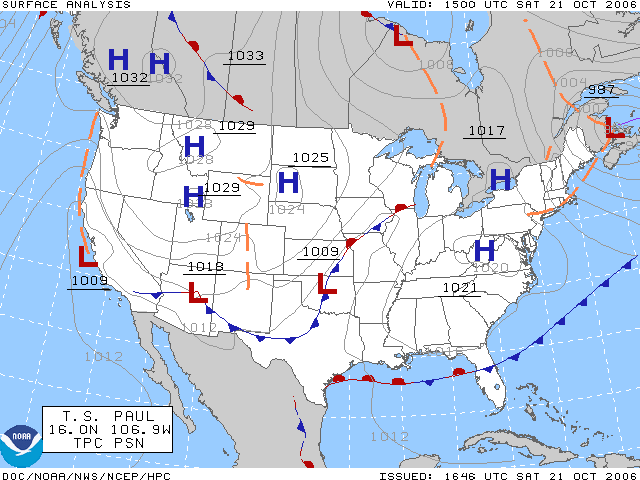
تحليل طقس سطحي للولايات المتحدة الامريكية في 21 أكتوبر 2006. اثناء العاصفة الاستوائية بول (لاحقا بول سيصبح اعصار).

تحليل الطقس السطحي هو نوع خاص من خرائط الطقس التي تقدم معلومات عن الطقس على مساحة جغرافية ووقت محدد، بناء على بيانات من محطات الأرصاد الجوية الأرضية. 
يتم إنشاء خرائط الطقس برسم وتسجيل قيم كميات ذات صلة بالطقس كضغط مستوى سطح البحر ودرجة الحرارة والغطاء السحابي على خريطة جغرافية للمساعدة في العثورعلى مميزات ومعالم الطقس على  نطاق واسع مثل الجبهات الجوية.
 وقد وضعت خرائط الطقس الأولى في القرن ال19 بشكل جيد للمساعدة في وضع نظرية حول نظم العاصفة. بعد ظهور التلغراف، أصبحت القيام بملاحظات  الطقس السطحي في وقت واحد ممكنا لأول مرة، وفي بداية 1840 ، أصبحت مؤسسة سميثسونيان أول منظمة ترسم في الوقت المباشرخرائط الطقس السطحية. استخدام التحليلات السطحية بدأ لأول مرة في الولايات المتحدة، واتشر في جميع أنحاء العالم خلال 1870 . بدأ استخدام نموذج الأعاصير النرويجية للتحليل الجبهات المناخية في أواخر 1910 في جميع أنحاء أوروبا، مع استخدامه انتشر أخيرا في الولايات المتحدة خلال الحرب العالمية الثانية. 
تحليلات الطقس السطحي لها رموز خاصة  تظهر أنظمة الجبهات المناخية أو غطاء السحب والأمطار أو غيرها من المعلومات الهامة. على سبيل المثال، H قد تمثل الضغط العالي، مما يعني طقس جيد وعادل. وL  قد تمثل الضغط المنخفض، والتي تصاحب في كثير من الأحيان هطول الأمطار. وتستخدم الرموز المختلفة ليس فقط لمناطق الجبهات اوالحدود السطحية على خرائط الطقس، ولكن أيضا لتصوير الطقس الحالي في مواقع مختلفة على خريطة الطقس. المناطق هطول الأمطار تساعد في تحديد نوع الجبهات ومكانها.

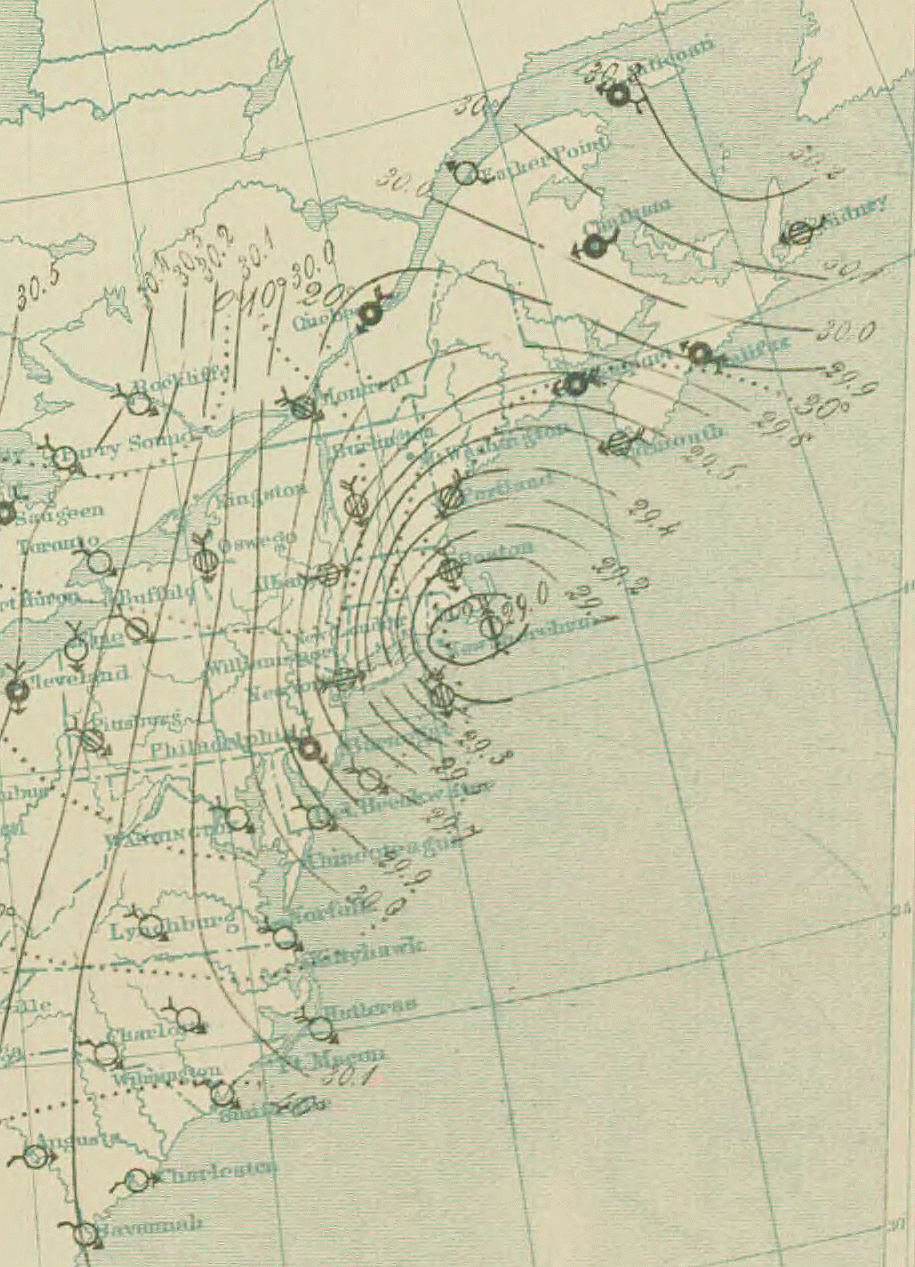
التحليل السطحي للعاصفة سقيع 1888 في 12 مارس 1888 في 10 بعد الظهر.